# Disomía uniparental
La disomía uniparental (DUP) hace referencia a la situación en la que las dos copias de un cromosoma provienen del mismo progenitor, en lugar de que una copia provenga de la madre y la otra copia del padre. El resultado de la DUP es una duplicación en la presencia de los genes de un progenitor, y ninguna representación del genoma del otro. Cuando todos los genes provienen de la madre, se denomina DUP maternal,  abreviado como mUPD o UPDmat. Cuando la duplicación representa el genoma paterno, se denomina DUP paternal, abreviado como pUPD o UPDpat. En general, heredamos una copia de cada par de cromosomas de nuestra madre biológica y la otra copia del par de cromosomas de nuestro padre biológico. Para la mayoría de los cromosomas, heredar los genes del mismo progenitor no es determinante, pero hay ciertos cromosomas (como por ejemplo el cromosoma 14) o partes de algunos en los que esta herencia sí es condicionante, pudiendo derivar en enfermedades.

## Causas
Hay 3 posibles mecanismos que conducen a una disomía uniparental:
- Rescate trisómico: fenómeno consistente en la pérdida de un cromosoma por parte de un cigoto trisómico. Es el mecanismo más común que da lugar a la disomía uniparental. En este caso, se habla de una heterodisomía, pues los dos cromosomas homólogos provienen del mismo progenitor. Se produce como consecuencia de la no disyunción de la pareja de cromosomas durante la meiosis I.
- Rescate monosómico: duplicación de un cromosoma llevada a cabo por un cigoto monosómico. Este fenómeno conlleva a lo que se define como isodisomía: presencia del mismo cromosoma por duplicado. Se produce como consecuencia de una no disyunción durante la meiosis II.
- Complementación de los gametos: fenómeno consistente en la fertilización de un gameto con dos copias de un cromosoma con otro que carecía de esos dos cromosomas. Puede ocurrir durante la formación del ovocito o célula espermática o en el desarrollo temprano del feto. Puede también tener lugar durante el rescate trisómico.

## Problemas de salud
La disomía uniparental puede dar lugar a problemas de salud cuando los cromosomas implicados contienen genes cuya expresión se encuentra regulada por la impronta genética (tanto en los casos de heterodisomía como isodisomía). Dependiendo del tipo de impronta, nos encontramos genes que solo tienen un alelo activo, al expresarse solo el del cromosoma paterno, encontrándose silenciados en el materno, y viceversa. Esto puede resultar en la pérdida de función de aquellos genes que se encuentren silenciados en el cromosoma paterno (o materno) si las dos copias son heredadas del mismo progenitor; lo cual puede ocasionar problemas médicos. Dos ejemplos de enfermedades ocasionadas por disomía uniparental son el síndrome de Angelman, donde aparecen dos alelos paternos y sin metilación transcribiéndose el primer gen y el segundo no, y el síndrome de Prader-Willi, donde aparecen dos alelos maternos que tienen metilación, expresándose en este caso el segundo gen. Esta enfermedad también se puede producir por la delección de la región cromosómica de un progenitor y la presencia de una mala copia. Pueden también producirse delecciones de las áreas de los genes y no de las áreas de metilación. De esta forma, se detectaría la presencia de las dos áreas de metilación pero que haya enfermedad o no
. Además, en los casos de isodisomía, puede producir problemas al encontrarse en homocigosis genes que dan lugar a una enfermedad autosómica recesiva.

## Síndromes asociados con disomía uniparental
- Síndrome de Prader-Willi (UPD15 paterno)
- Síndrome de Angelman (UPD15 materno)
- Diabetes mellitus neonatal transitoria (UPD6 paterno)
- Síndrome de Russell-Silver (UPD7 materno)
- Síndrome de Beckwith-Wiedemann (UPD11 materno)
- Disomia uniparental del cromosoma 14 (UPD14)

## Las tres fases del análisis de ligamiento son las siguientes
La disomía uniparental se diagnostica por un análisis de ligamiento de polimorfismos de ADN que consiste en un estudio de los polimorfismos de las secuencias de ADN (variantes normales) que están próximos o dentro de un gen de interés (ligamiento) para identificar, en una misma familia, la segregación de una mutación patológica en un gen determinado.

## Primer caso clínico
El primer caso clínico de DUP fue descrito en 1991 con el diagnóstico de fibrosis quística a una niña que era portadora de dos copias del cromosoma 7 materno. Desde entonces, se han identificado 47 disomías posibles, entre las que están implicados los cromosomas 2, 5-11, 13-16, 21 y 22.